# Pytjö
Pytjö är en ö i Finland. Den ligger i sjön Enonvesi och i kommunen Nyslott i  landskapet Södra Savolax, i den sydöstra delen av landet, 290 km nordost om huvudstaden Helsingfors. Öns största längd är 460 meter i sydöst-nordvästlig riktning.